# Young Investigator Award
Der Young Investigator Award (ehemals Ferdinand-Bertram-Preis) ist der älteste und renommierteste Wissenschaftspreis der Deutschen Diabetes-Gesellschaft. Er ist (Stand 2024) mit 20.000 Euro dotiert. Mit ihm wird jährlich eine herausragende wissenschaftliche Arbeit eines Diabetologen bis zum 40. Lebensjahr ausgezeichnet.
Der Preis kann bei Gleichrangigkeit von zwei eingereichten Arbeiten geteilt werden. Die Preisarbeit soll vorwiegend innerhalb des deutschen Sprachraumes entstanden sein. Der Preis wurde 2023 umbenannt.

## Preisträger
Die Liste der Preisträger umfasst die Namen vieler späterer Lehrstuhlinhaber, Chefärzte und Präsidenten der Diabetesgesellschaften von Deutschland und anderen Ländern Europas.
- 1963 H. Ditschuneit, Frankfurt am Main
- 1966 H. D. Söling, Göttingen
- 1968 H. Daweke, Düsseldorf; K. Federlin, Ulm
- 1969 G. Löffler, Hannover
- 1970 H. F. Kern, Heidelberg
- 1971 B. Willms, Göttingen
- 1972 J. Beyer, Frankfurt am Main; K. D. Hepp, München
- 1973 S. Raptis, Ulm
- 1974 H. Förster, Frankfurt am Main
- 1975 L. Herberg, Düsseldorf
- 1976 H. Schatz, Ulm
- 1977 H. P. Meißner, Homburg/Saar; R. Renner, München
- 1978 M. Berger, Genf
- 1979 J. Köbberling, Göttingen; W. Kemmler, München
- 1980 P. Schauder, Göttingen
- 1981 E. Standl, München
- 1982 G. Schemthaner, Wien; W. Beischer, Ulm
- 1983 G. Klöppel, Hamburg
- 1984 H. Kolb, Düsseldorf
- 1985 S. Lenzen, Göttingen
- 1986 R. G. Bretzel, Gießen
- 1987 H. U. Häring, München
- 1988 H.-G. Joost, Göttingen
- 1989 E. Siegel, Göttingen
- 1990 V. Schusdziarra, München
- 1991 M. J. Müller, Hannover
- 1992 R. Prager, Wien; A.-G. Ziegler, München
- 1993 M. Nauck, Göttingen
- 1994 H. Klein, Lübeck
- 1995 S. Matthaei, Hamburg
- 1996 D. Müller-Wieland, Köln; D. Ziegler, Düsseldorf
- 1997 M. Kellerer, Tübingen
- 1998 D. Tschöpe, Düsseldorf
- 1999 I. Rustenbeck, Hannover
- 2000 W. Kern, Lübeck
- 2001 M. Roden, Wien
- 2002 M. Stumvoll, Tübingen
- 2003 M. Tiedge, Hannover
- 2004 M. Ristow, Nuthetal
- 2005 J. C. Brüning, Köln
- 2006 C. B. Weigert, Tübingen
- 2007 S. Herzig, Heidelberg; T. Reinehr, Datteln
- 2008 M. Blüher, Leipzig
- 2009 J. Spranger, Berlin
- 2010 N. Stefan, Tübingen
- 2011 Martina Düfer, Tübingen; Kathrin Maedler, Bremen
- 2012 Mathias Faßhauer, Leipzig
- 2013 Antje Körner, Leipzig; Christian Herder, Düsseldorf
- 2014 Juris Meier, Bochum
- 2015 Andreas Birkenfeld, Dresden
- 2016 Simone Baltrusch, Rostock
- 2017 Matthias Laudes, Kiel
- 2018 Julia Szendrödi, Düsseldorf
- 2019 Martin Heni, Tübingen
- 2020 Yvonne Böttcher, Oslo, Norwegen
- 2021 Robert Wagner, Tübingen; Carolin Daniel, München
- 2022 Stephanie Kullmann, Tübingen
- 2023 Ortwin Naujok, Braunschweig
- 2024 Thomas Ebert, Leipzig
- 2025 Raffaele Teperino, München[2]